# Marie-Victoire Monnard
Marie-Victoire Monnard, född 1777, död 1869, var en fransk memoarskrivare. Hon är känd för sina memoarer som beskriver hennes liv under franska revolutionen.
Hon var född i en småbrukarfamilj i Oise och blev lärling till en modist i Paris kring 1790. Hennes memoarer tillhör de få skrivna av icke adliga kvinnor, och en av ännu färre tillhörande arbetarkvinnor, under revolutionen. De skildrar en rad viktiga revolutionshändelser i Paris, som Stormningen av Tuilerierna, septembermassakrerna och Festen för Det Högsta Väsendet 1794. 